# Okno przedoczodołowe

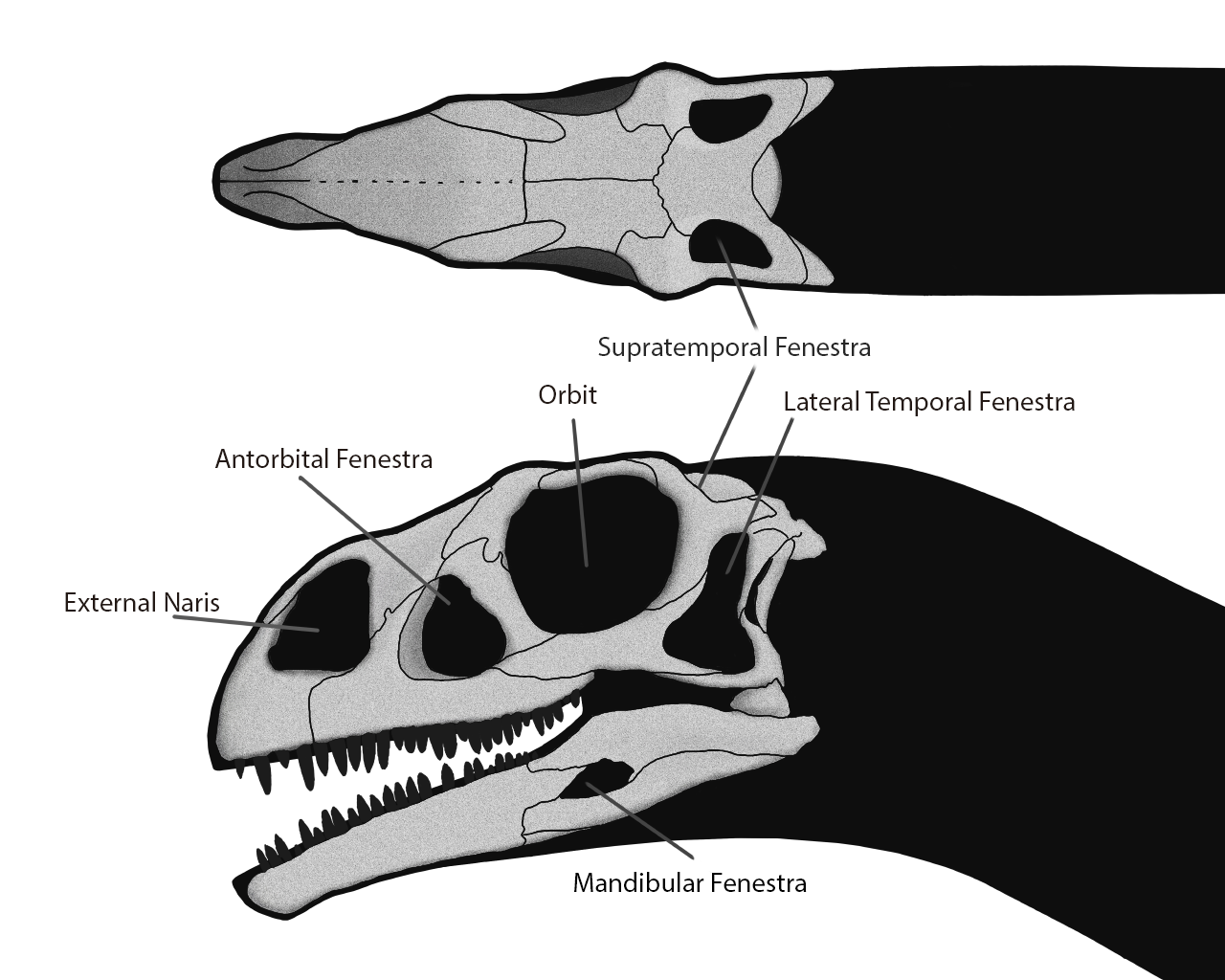
Czaszka masospondyla. Antorbital fenestra – okno przedoczodołowe

Okno przedoczodołowe – otwór w czaszce znajdujący się pomiędzy oczodołem a nozdrzami zewnętrznymi. Otoczony jest głównie kośćmi szczękową i łzową oraz – w różnym stopniu – nosową i jarzmową. Boczne powierzchnie otaczających go kości tworzą miskowate zagłębienie, nazywane dołem przedoczodołowym. Okno przedoczodołowe występuje powszechnie u Archosauriformes, a jego obecność jest jedną z synapomorfii tej grupy. W regionie przedoczodołowym niektórych ssaków, takich jak wiele jeleniowatych, wymarłych koniowatych, zajęczaków, występują okna przypominające te obecne u archozaurów. Kości otaczające okna przedoczodołowe wykazują cechy pneumatyczne. U współczesnych krokodyli okna przedoczodołowe zanikły, jednak – podobnie jak u ptaków – występują u nich wypełnione powietrzem uchyłki jamy nosowej – u ptaków jeden, podczas gdy u krokodyli cztery.